# ISO 3166-2:PA
ISO 3166-2:PA is een ISO-standaard met betrekking tot de zogenaamde geocodes. Het is een subset van de ISO 3166-2 tabel, die specifiek betrekking heeft op Panama. 
De gegevens werden tot op 23 november 2017 geüpdatet op het ISO Online Browsing Platform (OBP). Hier worden 3 inheemse regio’s - indigenous region (en) / région indigène (fr) / comarca indígena (es) – en 10 provincies - province (en) / province (fr) / provincia (es) - gedefinieerd.
Volgens de eerste set, ISO 3166-1, staat PA voor Panama, het tweede gedeelte is een eencijferig nummer voor de provincies of een tweeletterige code voor de inheemse regio’s.

## Codes
| Code  | Naam           | Categorie      |
| ----- | -------------- | -------------- |
| PA-1  | Bocas del Toro | provincie      |
| PA-4  | Chiriquí       | provincie      |
| PA-2  | Coclé          | provincie      |
| PA-3  | Colón          | provincie      |
| PA-5  | Darién         | provincie      |
| PA-EM | Emberá         | inheemse regio |
| PA-KY | Guna Yala      | inheemse regio |
| PA-6  | Herrera        | provincie      |
| PA-7  | Los Santos     | provincie      |
| PA-NB | Ngöbe-Buglé    | inheemse regio |
| PA-8  | Panamá         | provincie      |
| PA-10 | Panamá Oeste   | provincie      |
| PA-9  | Veraguas       | provincie      |